# Sorocelis hepatizon
Sorocelis hepatizon is een platworm (Platyhelminthes). De worm is tweeslachtig. De soort leeft in het zoete water van het Baikalmeer.
Het geslacht Sorocelis, waarin de platworm wordt geplaatst, wordt tot de familie Dendrocoelidae gerekend. De wetenschappelijke naam van de soort werd, als Planaria hepatizon, voor het eerst geldig gepubliceerd in 1872 door Grube. De naam komt ook als Anocelis hepatizon in de literatuur voor.